# Египетско-монгольские отношения
Египетско-монгольские отношения восходят к войнам между Египтом и Монгольской империей с 1260 по 1335 год нашей эры. Официальные отношения между современными государствами были установлены в 1964 году. В Каире в настоящее время находится единственное посольство Монголии на Африканском континенте. Между странами подписаны различные соглашения о двустороннем сотрудничестве.

## Последние официальные визиты и соглашения
- В июне 2001 года парламентская делегация Монголии посетила Египет и встретилась с председателем Национального собрания Египта[5]. Группа подписала соглашение о сотрудничестве с Египтом и согласилась увеличить количество монгольских студентов, посещающих курсы в Египте[6].
- В декабре 2003 г. министр иностранных дел Египта встретился со своим монгольским коллегой[7].
- Президент Монголии Нацагийн Багабанди посетил Египет с официальным визитом в апреле 2004 года, где встретился с президентом Египта Хосни Мубараком. Лидеры двух стран обсудили проблемы в Палестине и Ираке, а также обсудили пути расширения двусторонних отношений[8]. Позже в ходе визита две страны подписали исполнительный протокол о культурном сотрудничестве и соглашения о воздушных сообщениях, экономическом сотрудничестве и защите инвестиций[9].
- В марте 2007 г. министр международного сотрудничества Египта посетил Улан-Батор, где встретился с премьер-министром Монголии Миеэгомбыном Энхболдом[10].
- В октябре 2008 года Генеральный секретарь Египетского фонда технического сотрудничества с Содружеством наций посетил Улан-Батор, где он встретился с министрами и обсудил расширение сотрудничества между Египтом и Монголией. Официальные лица Монголии заявили, что приветствуют техническую поддержку, оказываемую фондом в области обучения и других экономических выгод[11].

## Сотрудничество в сфере безопасности
В 2001 году Монголия направила полицейских в Египет для участия в тренингах по борьбе с терроризмом и предотвращению наркоторговли. В 2008 году официальные лица Монголии посетили Египет, чтобы получить информацию о роли должностных лиц по борьбе с коррупцией.